# Lista över vattendrag i Danmark
Detta är en lista över de 15 längsta vattendragen i Danmark. Totalt finns det ungefär 900 vattendrag i Danmark som mynnar i havet. Ungefär hälften av dem är mindre än 5 km långa medan 52 av dem är över 25 km långa och 17 är över 50 km långa. Skjern Å har det största flödet för något vattendrag i Danmark, med en medelvattenföring på 30 m3/s.
Till höger visas en klickbar karta över vattendragen och deras bifloder.
| Pos. | Namn      | Längd (km) | Källa             | Mynning          | Landsdel      |
| ---- | --------- | ---------- | ----------------- | ---------------- | ------------- |
| 1    | Gudenå    | 156,3      | Tinnet Krat       | Randersbro       | Østjylland    |
| 2    | Skjern Å  | 104,1      | Tinnet Krat       | Ringkøbing Fjord | Vestjylland   |
| 3    | Storå     | 101,7      | Gludsted Plantage | Felsted Kog      | Vestjylland   |
| 4    | Karup Å   | 92,8       |                   | Skive Fjord      | Midtjylland   |
| 5    | Varde Å   | 90,5       |                   | Myrtue           | Sydjylland    |
| 6    | Suså      | 86,5       | Tingerup Tykke    | Karrebæk Fjord   | Sydsjælland   |
| 7    | Odense Å  | 86,5       | Arreskov Sø       | Odense Fjord     | Fyn           |
| 8    | Vidå      | 80,2       | Store Emmerske    | Vidå Sluse       | Sønderjylland |
| 9    | Ribe Å    | 76,5       | Stavnagergård     | Kammerslusen     | Sønderjylland |
| 10   | Halleby Å | 65,5       |                   |                  |               |
| 11   | Ryå       | 64,2       | Nära Hellum       | Limfjorden       | Nordjylland   |
| 12   | Kongeåen  | 63,6       | Öst om Vamdrup    | Vadehavet        | Sønderjylland |
| 13   | Uggerby Å | 60,6       | Sterup            | Tannisbugt       | Nordjylland   |
| 14   | Brede Å   | 54,4       |                   |                  | Jutland       |
| 15   | Skals Å   | 54,1       |                   |                  | Jutland       |

## Externa länkar

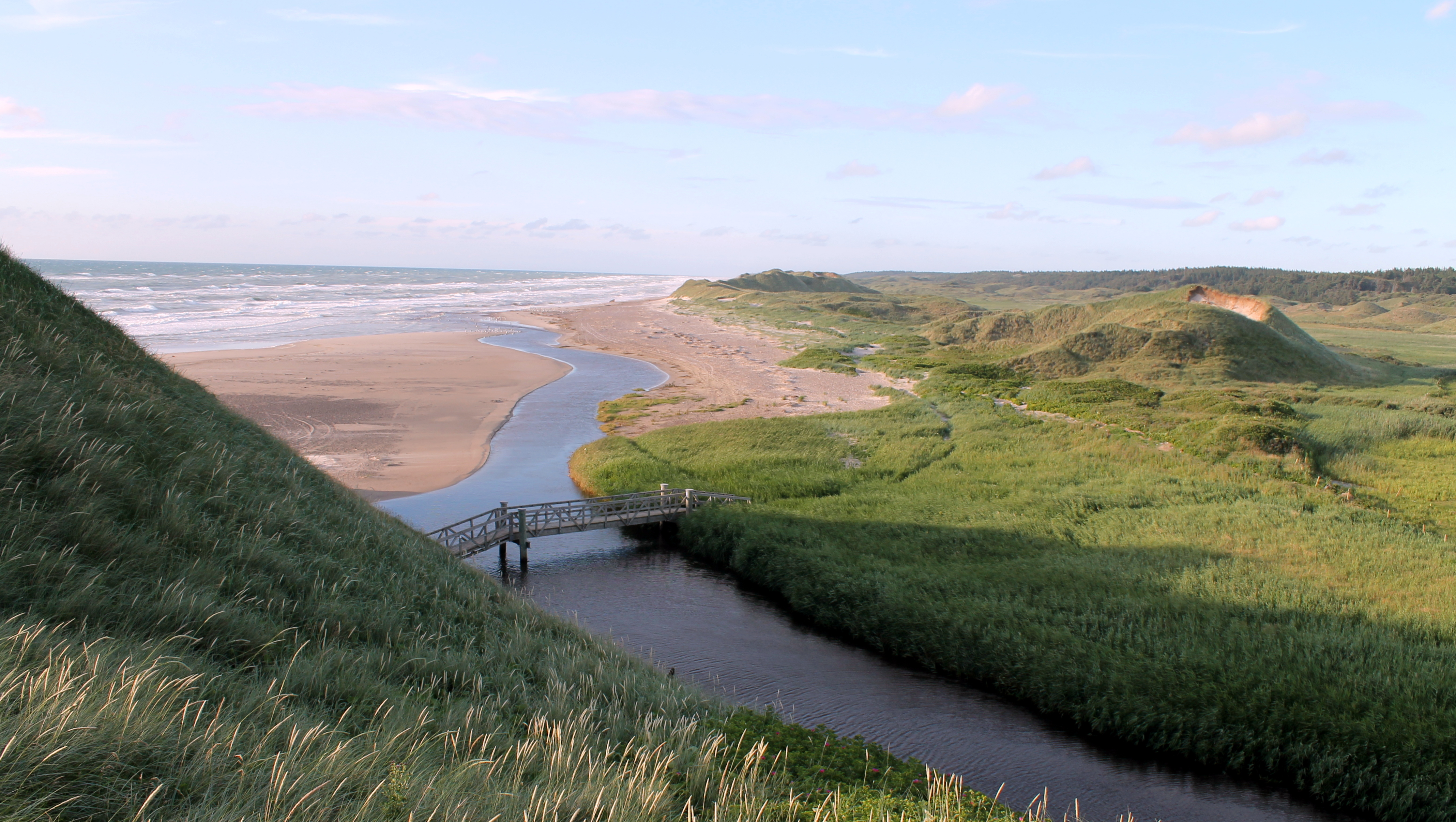
Liver Ås mynning i Skagerrak vid Kærsgård Strand
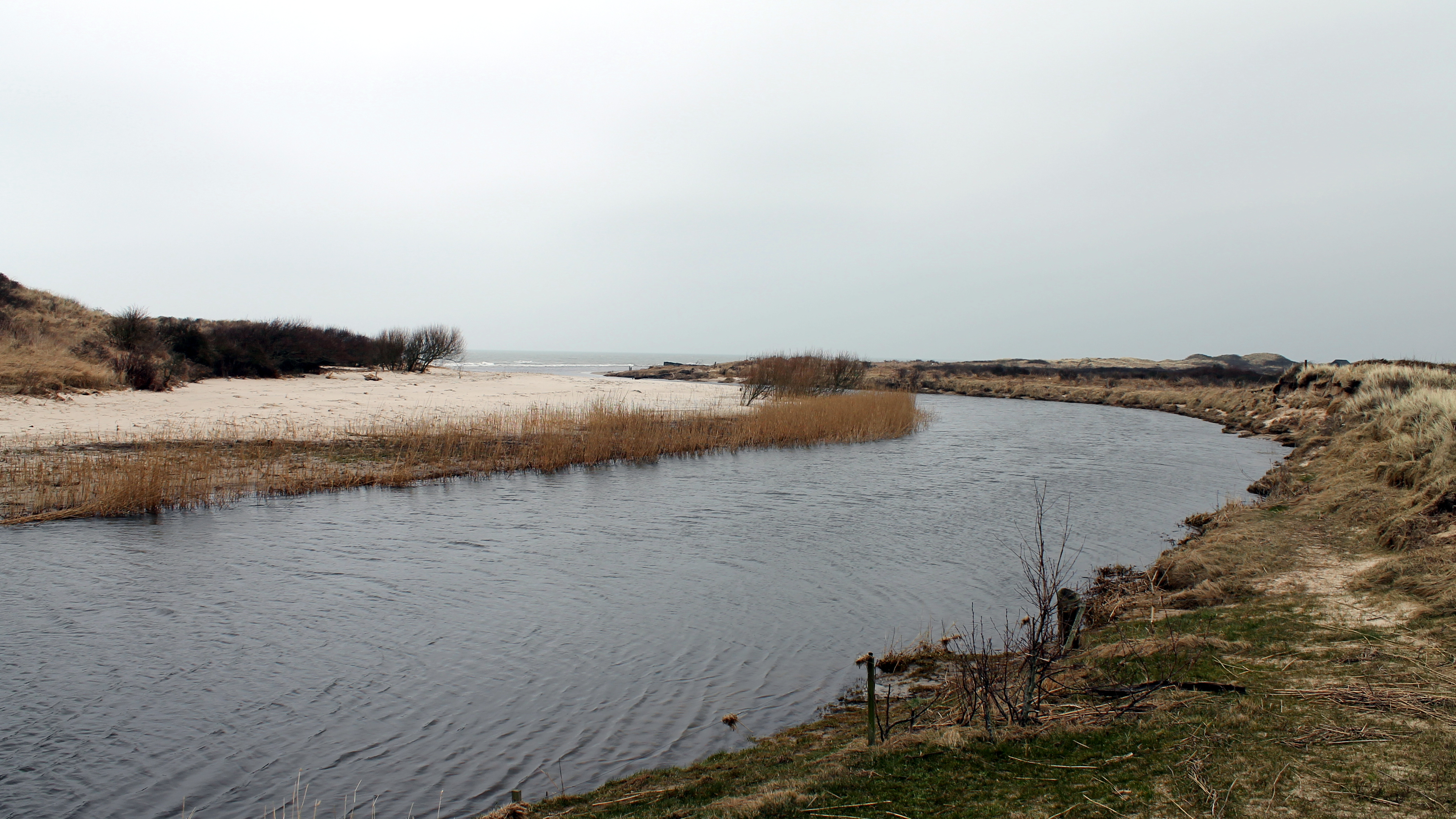
Uggerby Ås mynning i Skagerrak vid Tannis Bugt